# Freiburger Turnerschaft von 1844 2023-2024
Questa voce raccoglie le informazioni riguardanti il Freiburger Turnerschaft von 1844 nelle competizioni ufficiali della stagione 2023-2024.

## Stagione
Il Freiburger Turnerschaft von 1844 partecipa alla stagione 2023-24 senza alcuna denominazione sponsorizzata.
Partecipa alla 1. Bundesliga classificandosi al decimo posto in regular season. In Coppa di Germania viene eliminato ai quarti di finale dal Giesen, mentre ottiene l'ottavo posto in Coppa di Lega.

## Organigramma societario
Area direttiva
- Presidente: Jörg Mühlbacher

Area tecnica
- Allenatore: Jakob Schönhagen
- Allenatore in seconda: Wolfgang Beck
- Assistente allenatore: Florian Schneider
- Scoutman: Johanna Ewald

Area sanitaria
- Medico: Dieter Heinold, Johanna Kubosch
- Fisioterapista: Kristin Knisel, Lena Zahn

## Rosa
| N° | Nome                | Ruolo | Data di nascita   | Nazionalità sportiva |
| -- | ------------------- | ----- | ----------------- | -------------------- |
| 1  | Luc Hartmann        | S     | 2 luglio 2000     | Germania             |
| 2  | Paul Botho          | O     | 15 settembre 1999 | Germania             |
| 3  | Yannick Harms       | S     | 14 gennaio 1994   | Germania             |
| 4  | Oliver Hein         | O     | 11 febbraio 1997  | Germania             |
| 6  | Fredrik Frisch      | C     | 18 maggio 1999    | Germania             |
| 7  | Lorenz Rudolf       | P     | 25 aprile 1995    | Germania             |
| 8  | Anton Jung          | S     | 20 marzo 2003     | Germania             |
| 9  | Fabian Hosch        | P     | 7 luglio 2003     | Germania             |
| 11 | Lennart Heckel      | C     | 5 aprile 2002     | Germania             |
| 12 | Ian Parish          | C     | 22 novembre 1998  | Stati Uniti          |
| 13 | Pascal Ristl        | C     | 25 maggio 2002    | Germania             |
| 14 | Tobias Nolte        | C     | 11 dicembre 1992  | Germania             |
| 15 | Jonathan Schönhagen | L     | 21 aprile 1993    | Germania             |
| 16 | Oliver Morath       | L     | 2 luglio 1991     | Germania             |
| 17 | Linus Hüger         | S     | 25 agosto 2003    | Germania             |
| 18 | Dominic Salomon     | O     | 16 aprile 1992    | Germania             |
| 20 | Levi Olson          | S     | 18 febbraio 1998  | Canada               |

## Mercato
| Acquisti                               | Acquisti       | Acquisti           | Acquisti   |
| R.                                     | Nome           | da                 | Modalità   |
| -------------------------------------- | -------------- | ------------------ | ---------- |
| C                                      | Lennart Heckel | Aalst              | definitivo |
| S                                      | Anton Jung     | Olympia Berlino    | definitivo |
| C                                      | Ian Parish     | Las Vegas Ramblers | definitivo |
| Trasferimenti nel corso della stagione |                |                    |            |
| S                                      | Levi Olson     | Ústí nad Labem     | definitivo |

| Cessioni | Cessioni          | Cessioni    | Cessioni   |
| R.       | Nome              | a           | Modalità   |
| -------- | ----------------- | ----------- | ---------- |
| C        | Darius Diefenbach | Ludwigsburg | definitivo |

- Paul Mauch, S, è passato alla seconda squadra.
- Tobias Nolte, C, è passato alla seconda squadra.
- Philipp Sandmann, O, è passato alla seconda squadra.

## Risultati

### 1. Bundesliga

#### Girone di andata
| 1ª giornata - 28 ottobre 2023 Sporthalle FT 1844 Freiburg, Friburgo in Brisgovia  | Freiburger        | 0 - 3 | Friedrichshafen | 18-25, 18-25, 20-25        |
| 2ª giornata - 31 ottobre 2023 Bernsteinhalle Friedersdorf, Muldestausee           | Bitterfeld-Wolfen | 3 - 0 | Freiburger      | 25-22, 25-18, 25-22        |
| 3ª giornata - 7 novembre 2023 Sporthalle FT 1844 Freiburg, Friburgo in Brisgovia  | Freiburger        | 3 - 1 | Unterhaching    | 25-19, 25-17, 16-25, 25-21 |
| 4ª giornata - 11 novembre 2023 Georg-Scherer-Halle, Dachau                        | Dachau            | 0 - 3 | Freiburger      | 25-27, 21-25, 18-25        |
| 5ª giornata - 14 novembre 2023 Arena Kreis, Düren                                 | Dürener           | 3 - 1 | Freiburger      | 22-25, 25-11, 25-18, 25-12 |
| 6ª giornata - 25 novembre 2023 Sporthalle FT 1844 Freiburg, Friburgo in Brisgovia | Freiburger        | 0 - 3 | Karlsruhe       | 20-25, 16-25, 17-25        |
| 7ª giornata - 3 dicembre 2023 LKH Arena, Luneburgo                                | Lüneburg          | 3 - 0 | Freiburger      | 25-18, 25-15, 25-16        |
| 8ª giornata - 9 dicembre 2023 Act-Now-Halle, Friburgo in Brisgovia                | Freiburger        | 1 - 3 | Charlottenburg  | 15-25, 18-25, 25-22, 19-25 |
| 9ª giornata - 17 dicembre 2023 Volksbank-Arena, Giesen                            | Giesen            | 3 - 0 | Freiburger      | 25-15, 25-11, 25-17        |
| 10ª giornata - 22 dicembre 2023 Act-Now-Halle, Friburgo in Brisgovia              | Freiburger        | 3 - 1 | Netzhoppers     | 25-22, 25-20, 21-25, 25-21 |
| 11ª giornata - 30 dicembre 2023 Nikolaushalle, Herrsching am Ammersee             | Herrsching        | 3 - 1 | Freiburger      | 21-25, 25-21, 25-16, 25-13 |

#### Girone di ritorno
| 12ª giornata - 2 gennaio 2024 Spacetech Arena, Friedrichshafen         | Friedrichshafen | 3 - 0 | Freiburger        | 25-17, 25-14, 25-18        |
| 13ª giornata - 7 gennaio 2024 Act-Now-Halle, Friburgo in Brisgovia     | Freiburger      | 1 - 3 | Bitterfeld-Wolfen | 22-25, 25-21, 22-25, 17-25 |
| 14ª giornata - 14 gennaio 2024 Geothermie Arena, Unterhaching          | Unterhaching    | 3 - 0 | Freiburger        | 30-28, 25-20, 25-18        |
| 15ª giornata - 19 gennaio 2024 Act-Now-Halle, Friburgo in Brisgovia    | Freiburger      | 0 - 3 | Dachau            | 18-25, 23-25, 22-25        |
| 16ª giornata - 27 gennaio 2024 Act-Now-Halle, Friburgo in Brisgovia    | Freiburger      | 0 - 3 | Dürener           | 22-25, 30-32, 17-25        |
| 17ª giornata - 3 febbraio 2024 Lina-Radke-Halle, Karlsruhe             | Karlsruhe       | 3 - 1 | Freiburger        | 25-18, 18-25, 25-21, 26-24 |
| 18ª giornata - 10 febbraio 2024 Act-Now-Halle, Friburgo in Brisgovia   | Freiburger      | 0 - 3 | Lüneburg          | 20-25, 15-25, 18-25        |
| 19ª giornata - 14 febbraio 2024 Max-Schmeling-Halle, Berlino           | Charlottenburg  | 3 - 0 | Freiburger        | 25-14, 25-18, 25-19        |
| 20ª giornata - 18 febbraio 2024 Act-Now-Halle, Friburgo in Brisgovia   | Freiburger      | 0 - 3 | Giesen            | 21-25, 21-25, 18-25        |
| 21ª giornata - 24 febbraio 2024 Paul-Dinter-Halle, Königs Wusterhausen | Netzhoppers     | 1 - 3 | Freiburger        | 19-25, 25-14, 16-25, 21-25 |
| 22ª giornata - 9 marzo 2024 Act-Now-Halle, Friburgo in Brisgovia       | Freiburger      | 0 - 3 | Herrsching        | 13-25, 21-25, 21-25        |

### Coppa di Germania
| Ottavi di finale - 4 novembre 2023 Sporthalle Weingartenschule, Kriftel | Kriftel | 0 - 3 | Freiburger | 18-25, 21-25, 20-25 |
| Quarti di finale - 18 novembre 2023 Volksbank-Arena, Hildesheim         | Giesen  | 3 - 0 | Freiburger | 25-17, 25-13, 25-12 |

### Coppa di Lega
| Ottavi di finale - 20 ottobre 2023 Volksbank-Arena, Hildesheim      | Herrsching | 1 - 2 | Freiburger        | 25-14, 19-25, 14-16 |
| Quarti di finale - 20 ottobre 2023 Volksbank-Arena, Hildesheim      | Freiburger | 0 - 3 | Lüneburg          | 20-25, 18-25, 13-25 |
| Semifinali - 21 ottobre 2023 Sport- und Mehrzweckhalle, Giesen      | Freiburger | 0 - 3 | Bitterfeld-Wolfen | 19-25, 18-25, 21-25 |
| Finale 7º posto - 22 ottobre 2023 Sport- und Mehrzweckhalle, Giesen | Freiburger | 0 - 2 | Dürener           | 12-25, 23-25        |

## Statistiche

### Statistiche di squadra
| Competizione      | Punti | In casa | In casa | In casa | In trasferta | In trasferta | In trasferta | Totale | Totale | Totale |
| Competizione      | Punti | G       | V       | P       | G            | V            | P            | G      | V      | P      |
| ----------------- | ----- | ------- | ------- | ------- | ------------ | ------------ | ------------ | ------ | ------ | ------ |
| 1. Bundesliga     | 12    | 11      | 2       | 9       | 11           | 2            | 9            | 22     | 4      | 18     |
| Coppa di Germania | -     | 0       | 0       | 0       | 2            | 1            | 1            | 2      | 1      | 1      |
| Coppa di Lega     | -     | -       | -       | -       | -            | -            | -            | 4      | 1      | 3      |
| Totale            | -     | 11      | 2       | 9       | 13           | 3            | 10           | 28     | 6      | 22     |

G = partite giocate; V = partite vinte; P = partite perse

### Statistiche dei giocatori
| Giocatore     | 1. Bundesliga | 1. Bundesliga | 1. Bundesliga | 1. Bundesliga | 1. Bundesliga | Coppa di Germania | Coppa di Germania | Coppa di Germania | Coppa di Germania | Coppa di Germania | Coppa di Lega | Coppa di Lega | Coppa di Lega | Coppa di Lega | Coppa di Lega | Totale | Totale | Totale | Totale | Totale |
| Giocatore     | P             | PT            | AV            | MV            | BV            | P                 | PT                | AV                | MV                | BV                | P             | PT            | AV            | MV            | BV            | P      | PT     | AV     | MV     | BV     |
| ------------- | ------------- | ------------- | ------------- | ------------- | ------------- | ----------------- | ----------------- | ----------------- | ----------------- | ----------------- | ------------- | ------------- | ------------- | ------------- | ------------- | ------ | ------ | ------ | ------ | ------ |
| P. Botho      | 5             | 1             | 1             | 0             | 0             | 2                 | 1                 | 1                 | 0                 | 0                 | 1             | 2             | 2             | 0             | 0             | 8      | 4      | 4      | 0      | 0      |
| F. Frisch     | 17            | 45            | 25            | 14            | 6             | 1                 | 0                 | 0                 | 0                 | 0                 | 1             | 0             | 0             | 0             | 0             | 19     | 45     | 25     | 14     | 6      |
| Y. Harms      | 21            | 189           | 161           | 18            | 10            | 2                 | 16                | 14                | 2                 | 0                 | 2             | 14            | 14            | 0             | 0             | 25     | 219    | 189    | 20     | 10     |
| L. Hartmann   | 17            | 63            | 49            | 10            | 4             | 2                 | 0                 | 0                 | 0                 | 0                 | 2             | 14            | 12            | 2             | 0             | 21     | 77     | 61     | 12     | 4      |
| L. Heckel     | 12            | 37            | 29            | 7             | 1             | 0                 | 0                 | 0                 | 0                 | 0                 | 2             | 13            | 9             | 4             | 0             | 14     | 50     | 38     | 11     | 1      |
| O. Hein       | 22            | 164           | 145           | 15            | 4             | 2                 | 17                | 15                | 0                 | 2                 | 2             | 15            | 11            | 3             | 1             | 26     | 196    | 171    | 18     | 7      |
| F. Hosch      | 22            | 16            | 3             | 4             | 9             | 2                 | 2                 | 0                 | 0                 | 2                 | 2             | 3             | 0             | 0             | 3             | 26     | 21     | 3      | 4      | 14     |
| L. Hüger      | 19            | 25            | 20            | 2             | 3             | 2                 | 1                 | 1                 | 0                 | 0                 | 2             | 1             | 1             | 0             | 0             | 23     | 27     | 22     | 2      | 3      |
| A. Jung       | 20            | 110           | 93            | 8             | 9             | 2                 | 19                | 17                | 2                 | 0                 | 2             | 5             | 4             | 0             | 1             | 24     | 134    | 114    | 10     | 10     |
| O. Morath     | 17            | 0             | 0             | 0             | 0             | 0                 | 0                 | 0                 | 0                 | 0                 | 1             | 0             | 0             | 0             | 0             | 18     | 0      | 0      | 0      | 0      |
| T. Nolte      | 0             | 0             | 0             | 0             | 0             | 0                 | 0                 | 0                 | 0                 | 0                 | -             | -             | -             | -             | -             | 0      | 0      | 0      | 0      | 0      |
| L. Olson      | 11            | 83            | 70            | 5             | 8             | -                 | -                 | -                 | -                 | -                 | -             | -             | -             | -             | -             | 11     | 83     | 70     | 5      | 8      |
| I. Parish     | 16            | 92            | 72            | 15            | 5             | 2                 | 12                | 4                 | 4                 | 4                 | 2             | 9             | 3             | 4             | 2             | 20     | 113    | 79     | 23     | 11     |
| P. Ristl      | 19            | 86            | 39            | 35            | 12            | 2                 | 9                 | 2                 | 3                 | 4                 | 2             | 3             | 2             | 1             | 0             | 23     | 98     | 43     | 39     | 16     |
| L. Rudolf     | 16            | 9             | 5             | 3             | 1             | 2                 | 0                 | 0                 | 0                 | 0                 | 2             | 1             | 0             | 0             | 1             | 20     | 10     | 5      | 3      | 2      |
| D. Salomon    | 5             | 1             | 0             | 0             | 1             | -                 | -                 | -                 | -                 | -                 | -             | -             | -             | -             | -             | 5      | 1      | 0      | 0      | 1      |
| J. Schönhagen | 21            | 0             | 0             | 0             | 0             | 2                 | 0                 | 0                 | 0                 | 0                 | 2             | 0             | 0             | 0             | 0             | 25     | 0      | 0      | 0      | 0      |

P = presenze; PT = punti totali; AV = attacchi vincenti; MV = muri vincenti; BV = battute vincenti